# Springville (Nova York)
Springville és una població dels Estats Units a l'estat de Nova York. Segons el cens del 2000 tenia 4.252 habitants.

## Demografia
Segons el cens del 2000, Springville tenia 4.252 habitants, 1.705 habitatges, i 1.091 famílies. La densitat de població era de 449,8 habitants per km².
Dels 1.705 habitatges en un 31,4% hi vivien nens de menys de 18 anys, en un 49,3% hi vivien parelles casades, en un 10,3% dones solteres, i en un 36% no eren unitats familiars. En el 31,5% dels habitatges hi vivien persones soles el 16,3% de les quals corresponia a persones de 65 anys o més que vivien soles. El nombre mitjà de persones vivint en cada habitatge era de 2,4 i el nombre mitjà de persones que vivien en cada família era de 3,01.
Per edats la població es repartia de la següent manera: un 25,1% tenia menys de 18 anys, un 7,1% entre 18 i 24, un 26,9% entre 25 i 44, un 21,8% de 45 a 60 i un 19,1% 65 anys o més.
L'edat mediana era de 40 anys. Per cada 100 dones de 18 o més anys hi havia 82,1 homes.
La renda mediana per habitatge era de 38.221 $ i la renda mediana per família de 49.422 $. Els homes tenien una renda mediana de 39.452 $ mentre que les dones 24.621 $. La renda per capita de la població era de 19.302 $. Entorn del 5,4% de les famílies i el 7,4% de la població estaven per davall del llindar de pobresa.